# El Tala

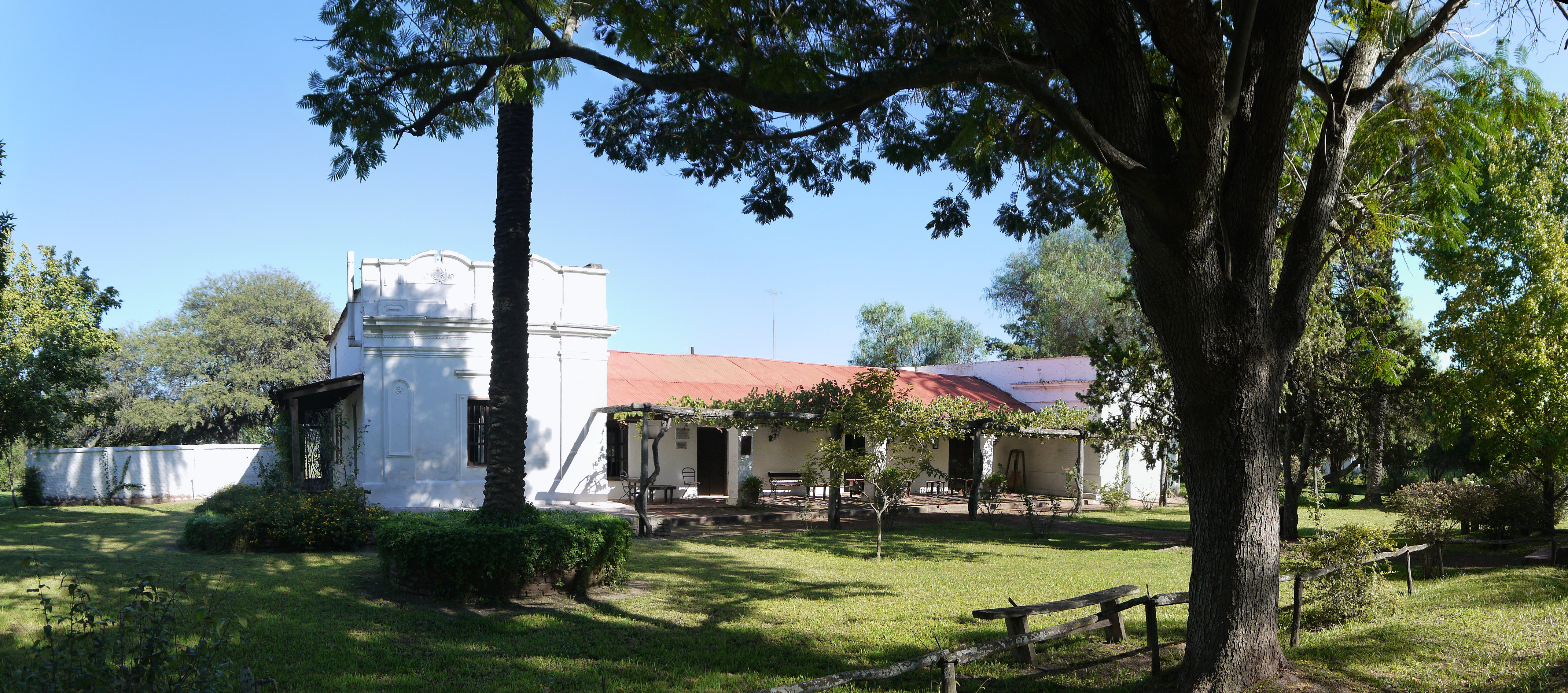
Casa Natal de Lola Mora.

El Tala (también conocida como Ruiz de los Llanos) es una localidad del noroeste de la Argentina, en el Departamento La Candelaria, provincia de Salta.

## Toponimia
Epónimo de Bonifacio Ruiz de los Llanos.

## Ubicación
Está situada a 217 km al sur de la capital provincial, a la que la une la ruta nacional 9. Su población ronda los 7086 hab.

## Población
Contaba con 2632 habitantes en 2010, lo que representa un aumento del 13 % respecto al censo de 2001. Actualmente residen en la ciudad 8012 habitantes.

## Religión
El 77,3 % de su población profesa la religión católica, el 22,7% corresponde a otras, entre las que predominan denominaciones evangélicas. 
El Tala tiene su fiesta principal,  en honor a su patrono; San Antonio de Padua,  el 13 de junio. 

## Defensa civil
Cuenta con una sección de bomberos voluntarios. 

### Sismicidad
La sismicidad del área de Salta es frecuente y de intensidad baja, con un silencio sísmico de terremotos medios a graves cada 40 años.
- Sismo de 1930: aunque dicha actividad geológica catastrófica, ocurre desde épocas prehistóricas, el terremoto del 24 de diciembre de 1930 (94 años),[3] señaló un hito importante dentro de la historia de eventos sísmicos salteños, con 6,4 Richter. Pero nada cambió extremando cuidados y/o restringiendo códigos de construcción.[2]
- Sismo de 1948: el 25 de agosto de 1948 (76 años) con 7,0 Richter, el cual destruyó edificaciones y abrió numerosas grietas en inmensas zonas[3][2]
- Sismo de 2010: el 27 de febrero de 2010 (15 años) con 6,1 Richter

## Personalidades
- Lola Mora (nacimiento controvertido)[1][4][5][6]
- Marcos Tames (1917-1992), folklorista argentino.
- Miguel Antonio Juárez (1931 - 1982) futbolista argentino de extensa carrera en Rosario Central